# Max de Crinis
Max de Crinis (Maximinus Friedrich Alexander de Crinis, ur. 29 maja 1889 w Ehrenhausen, zm. 2 maja 1945 w Stahnsdorfie) – austriacki lekarz psychiatra i neurolog.
Od 1931 w NSDAP, w 1936 roku SS-Obersturmbannführer. W latach 1938–1945 kierował kliniką neurologii Charité.
Główny inicjator akcji Gnadentod – T4. Pod koniec wojny popełnił samobójstwo przez połknięcie cyjanku.